# Mühlhausen (Türingia)
Mühlhausen város Németországban, azon belül Türingiában. Az Unstrut-Hainich járás székhelye. Lakosainak száma 36 641 fő (2023. december 31.). Mühlhausen Göttingen, Nottertal-Heilinger Höhen és Körner községekkel határos.

## Fekvése
Erfurttól északnyugatra fekvő település.

### A város részei
- Bollstedt
- Felchta
- Görmar
- Grabe
- Hollenbach
- Höngeda
- Mühlhausen/Thüringen
- Saalfeld
- Seebach
- Windeberg

## Története

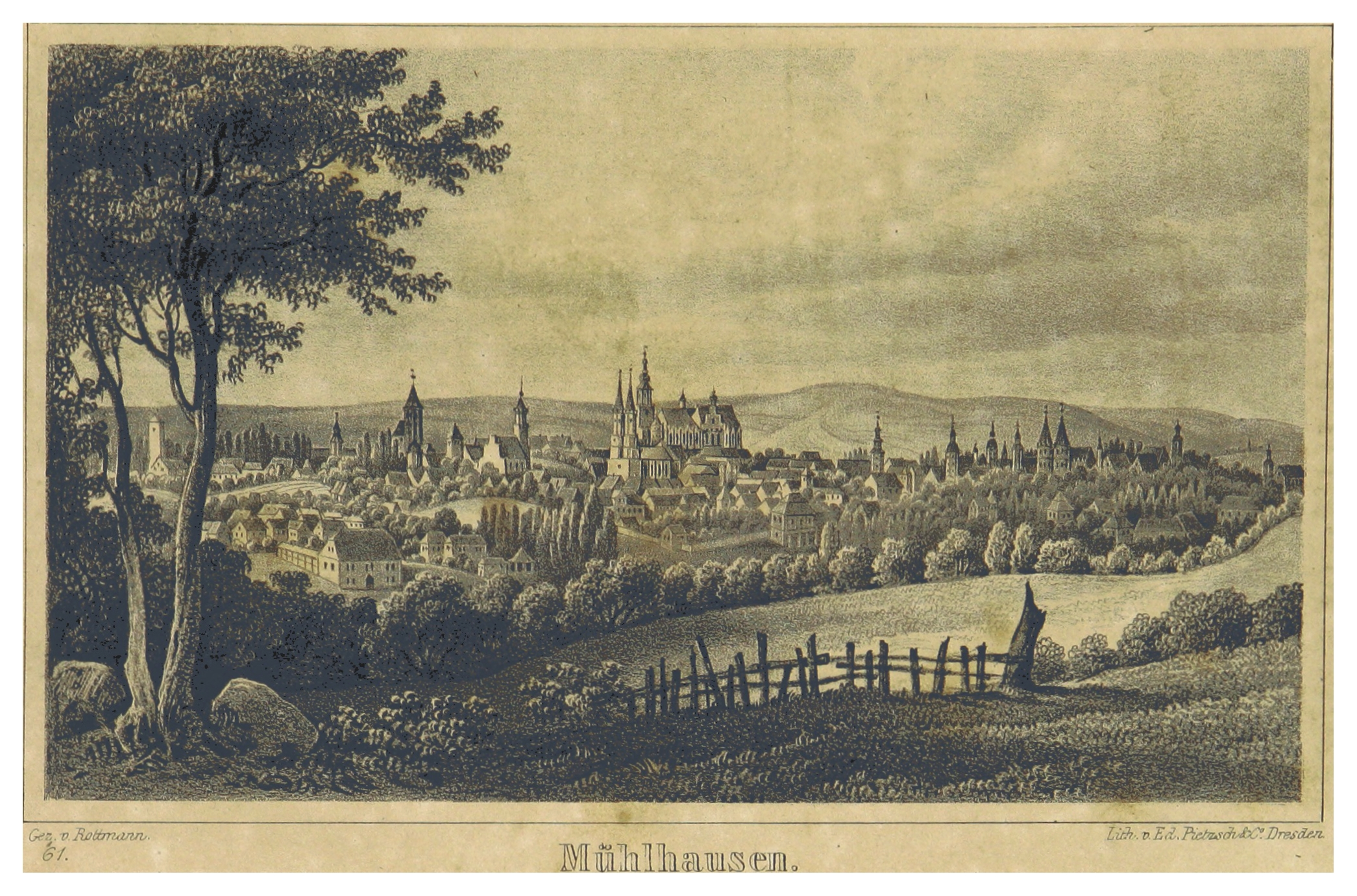

Nevét először Nagy Károly 775-ből való oklevele említette Molinhuse néven. Erődítménye is igen koorai időkből származik. Később Barbarossa Frigyes, majd Oroszlán Henrik birtokolta, 1256-ban lett szabad város, polgárai ekkor lerombolták a feudális várat, majd maguk vették kezükbe a város irányítását. Mühlhausen 1418-ban csatlakozott a Hanza-szövetséghez. Gazdasági fellendülését textiláru exportjának köszönhette.
A nagy német parasztháborúban a város a megmozdulások egyik központja volt. Thomas Müntzer már 1524-ben itt szervezkedett, majd 1525-ben átvette a hatalmat a városi tanácstól. A forradalom bukása után a város kapui előtt végezték ki.
1802-ben megszüntették Mühlhausen szabad város jellegét és Poroszországhoz csatolták.
A város legérdekesebb látnivalói közé tartozik a 13. század első feléből származó erődítményrendszer, mely szinte teljes egészében fennmaradt. Egyik szép részlete a Frauentor, melyet 1654-ben felújítottak. Ez előtt Thomas Müntzer szobra áll. Három egykori őrtornya a Rabenturm, Hospitalturm és a Sackgassenturm. Az erődítményrendszerhez egykor 36 torony tartozott, melyeknek jelentős része ma is áll.

## Nevezetességek
- Erődítményrendszer

## Itt születtek, itt éltek
- Thomas Müntzer - vértanú, német reformátor itt halt meg 1525. május 27-én.
- Friedrich August Stüler (1800–1865), építész és építészeti író
- John Augustus Roebling (1806–1869), építőmérnök és hídtervező
- Widukind Herrmann (1936–2011), labdarúgó-játékvezető
- Werner von Moltke (1936–2019), atléta, tízpróbázó

## Galéria

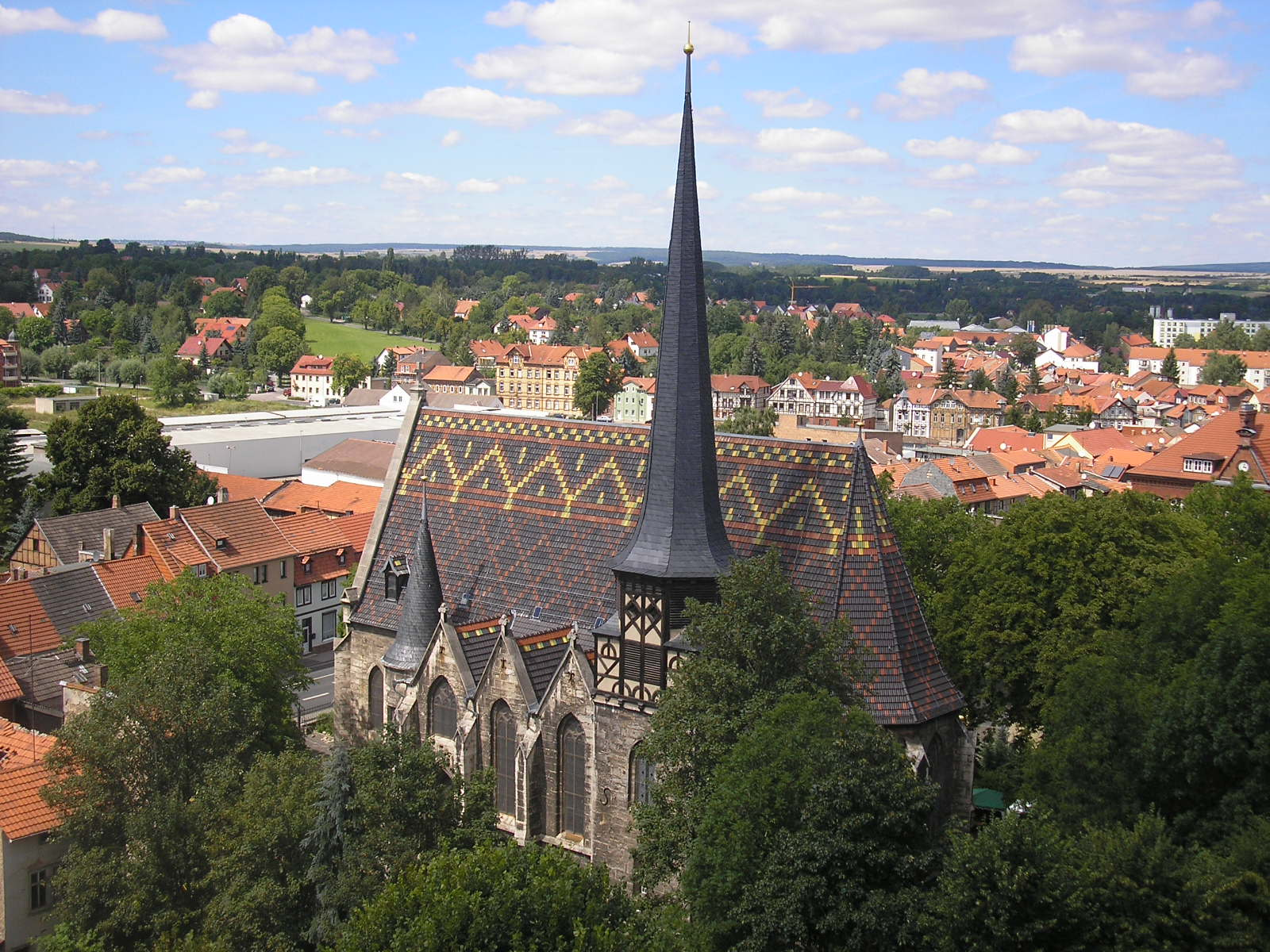
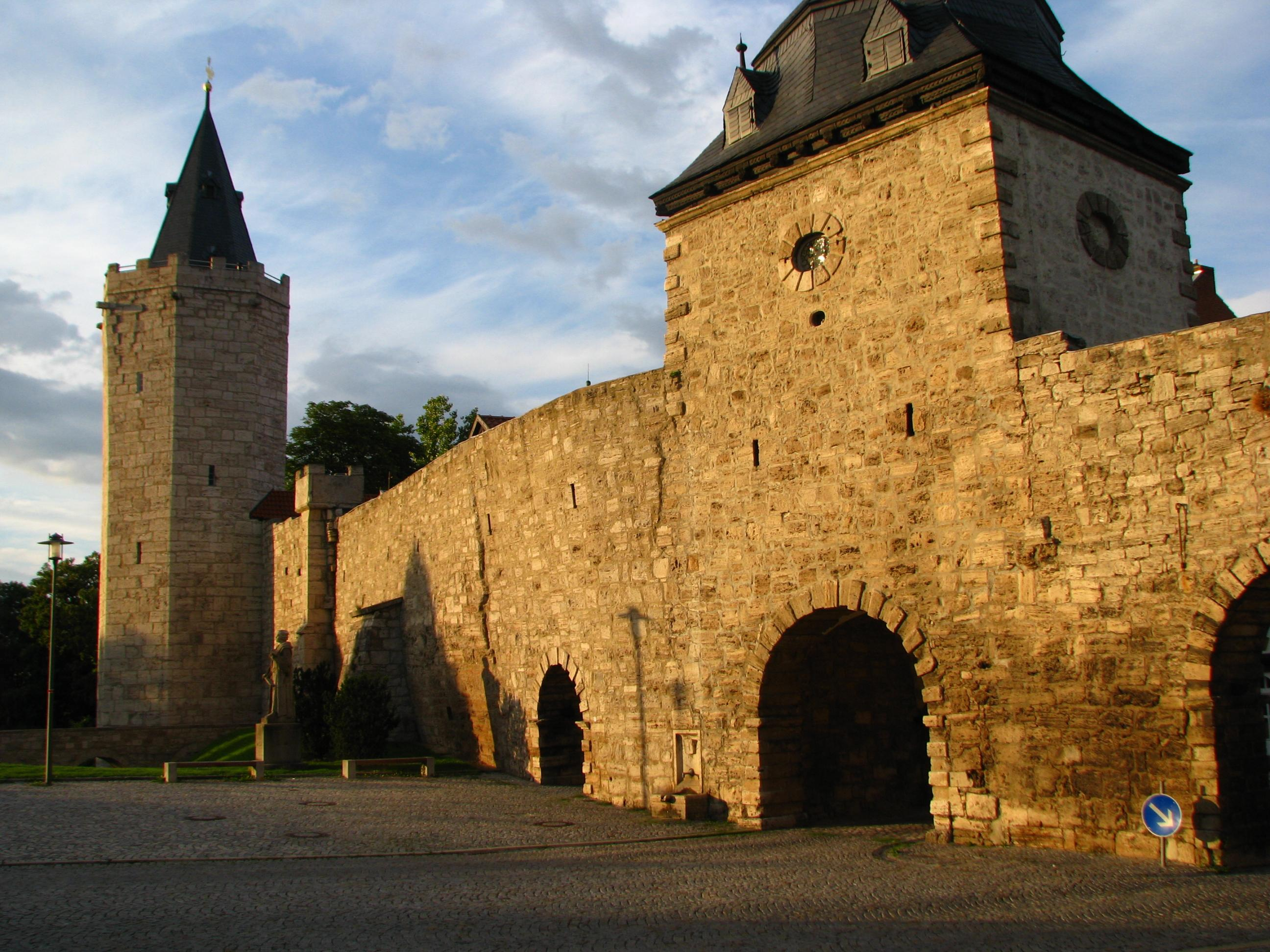
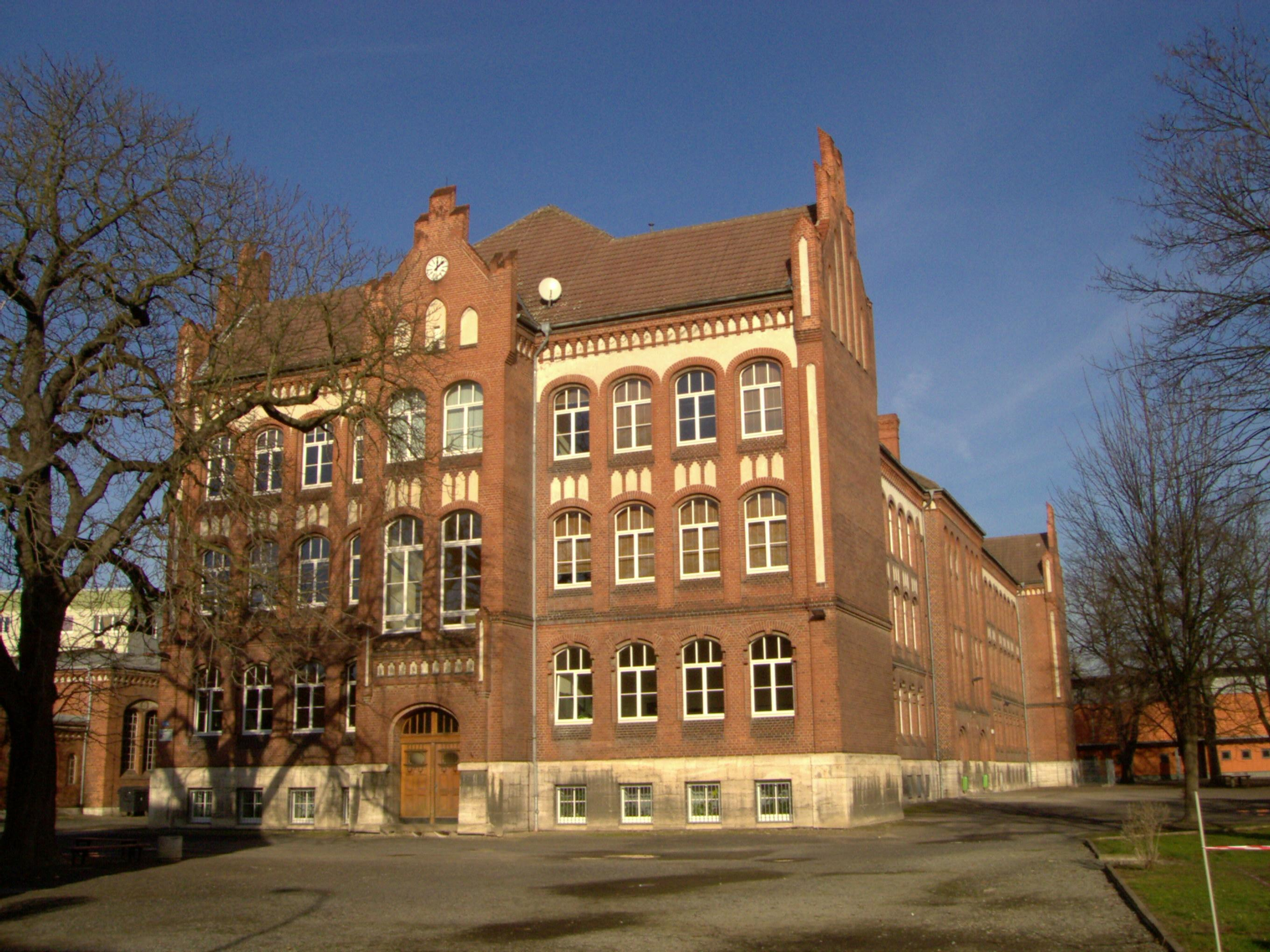
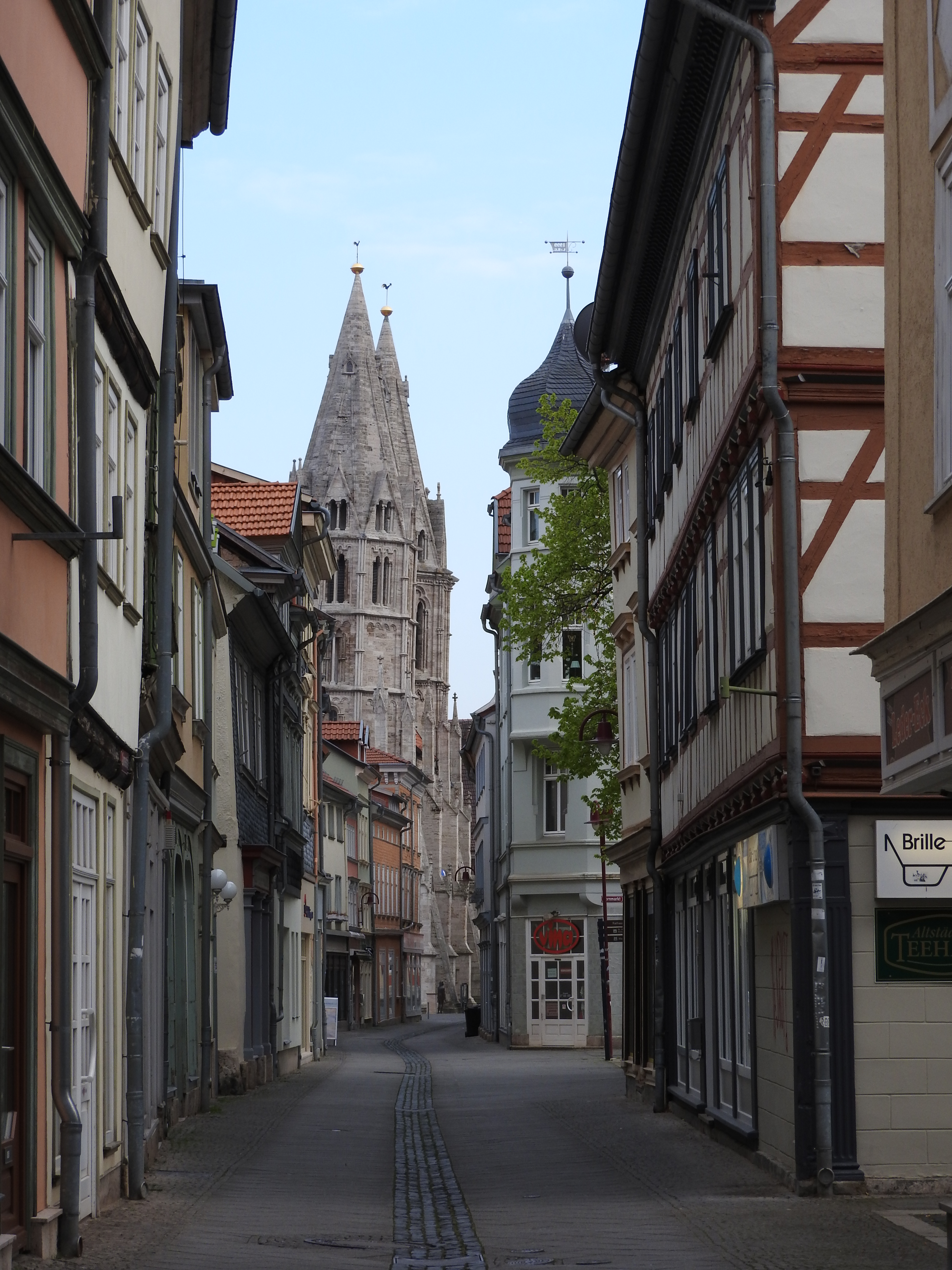
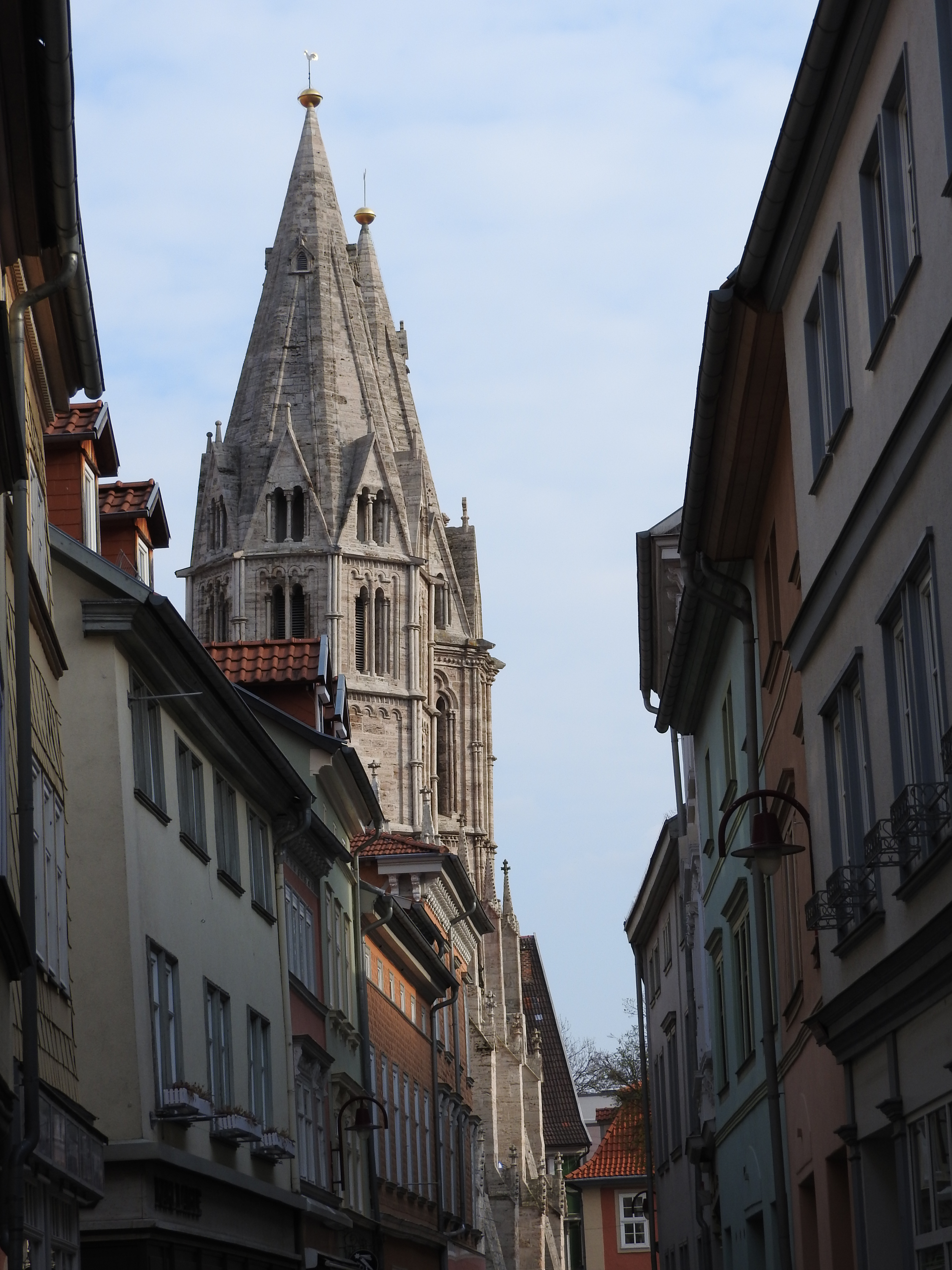
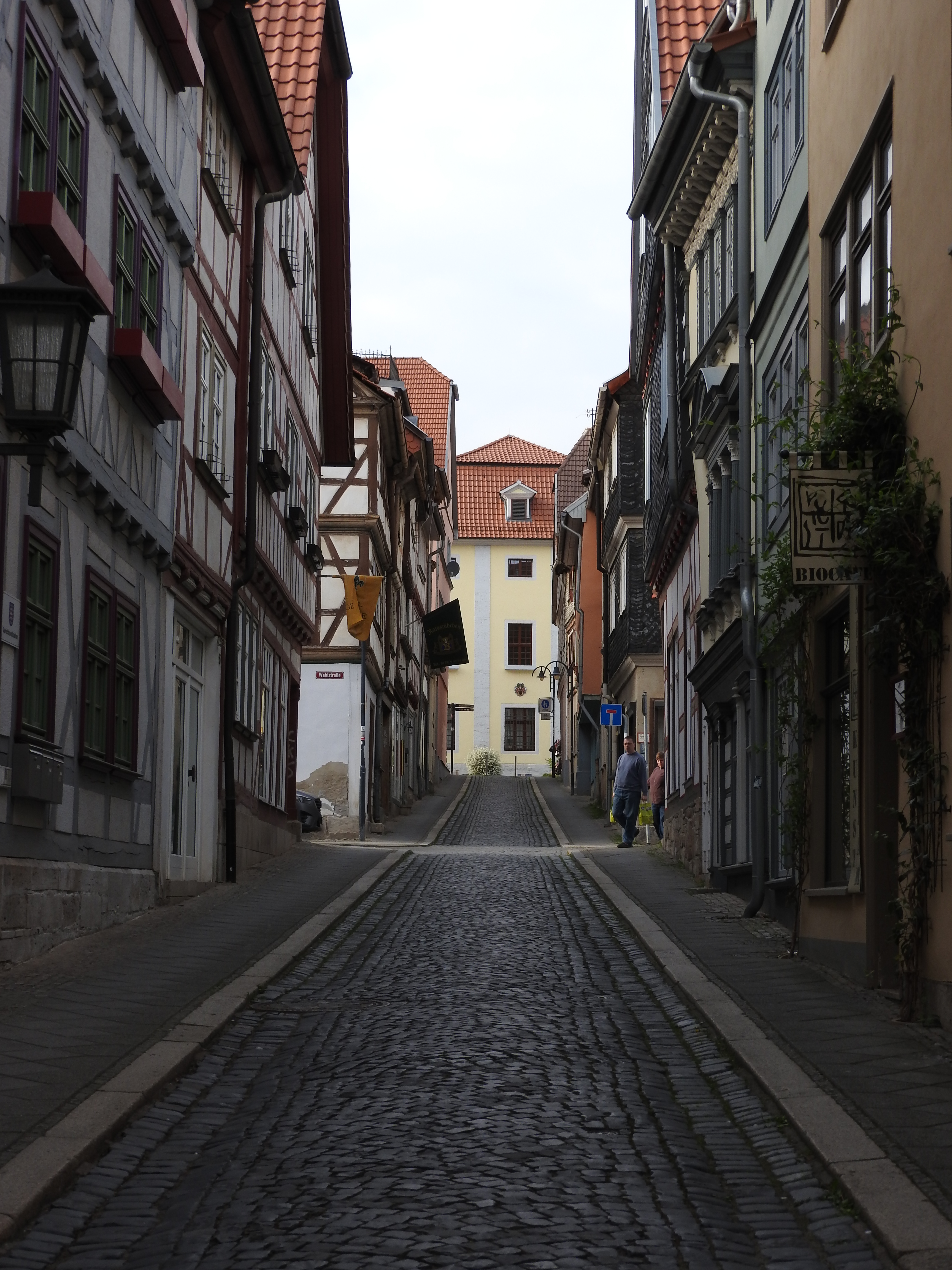
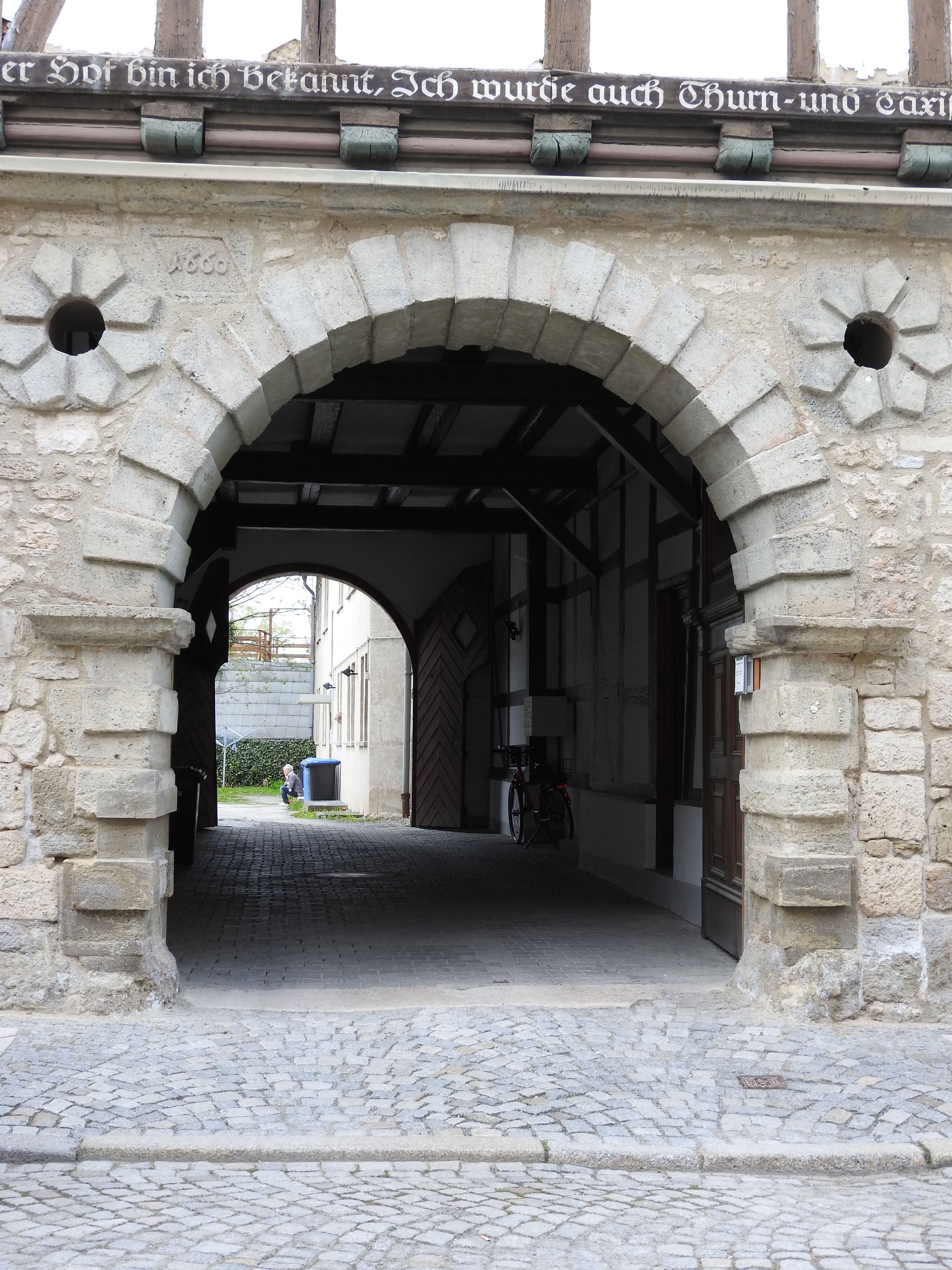
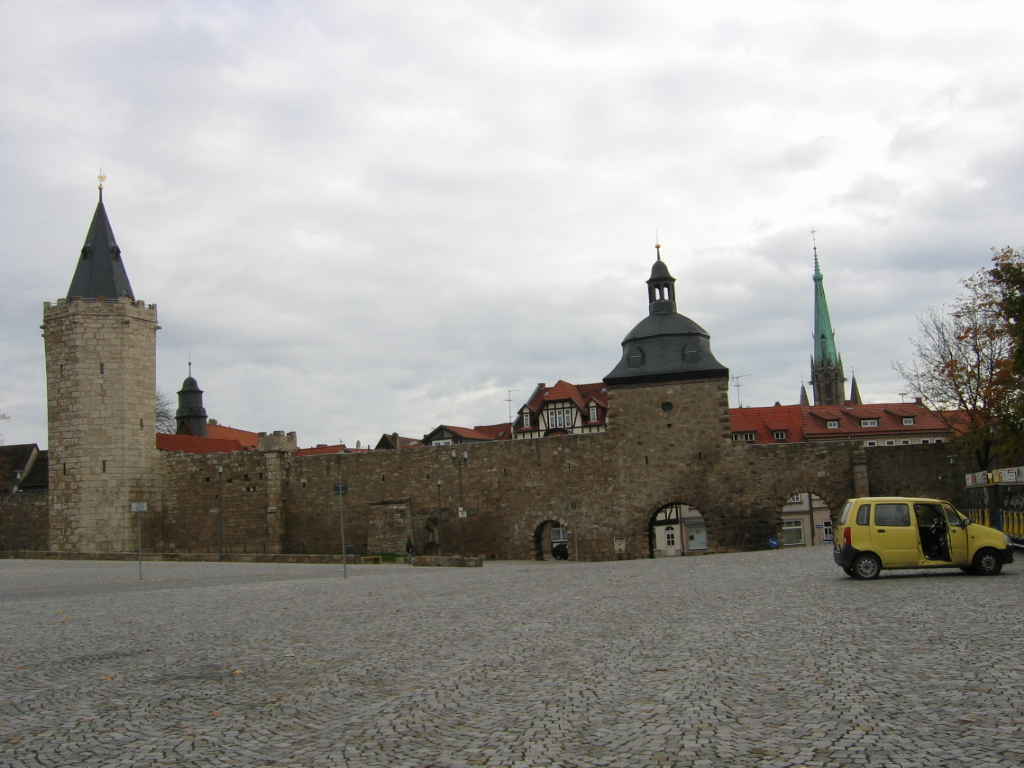
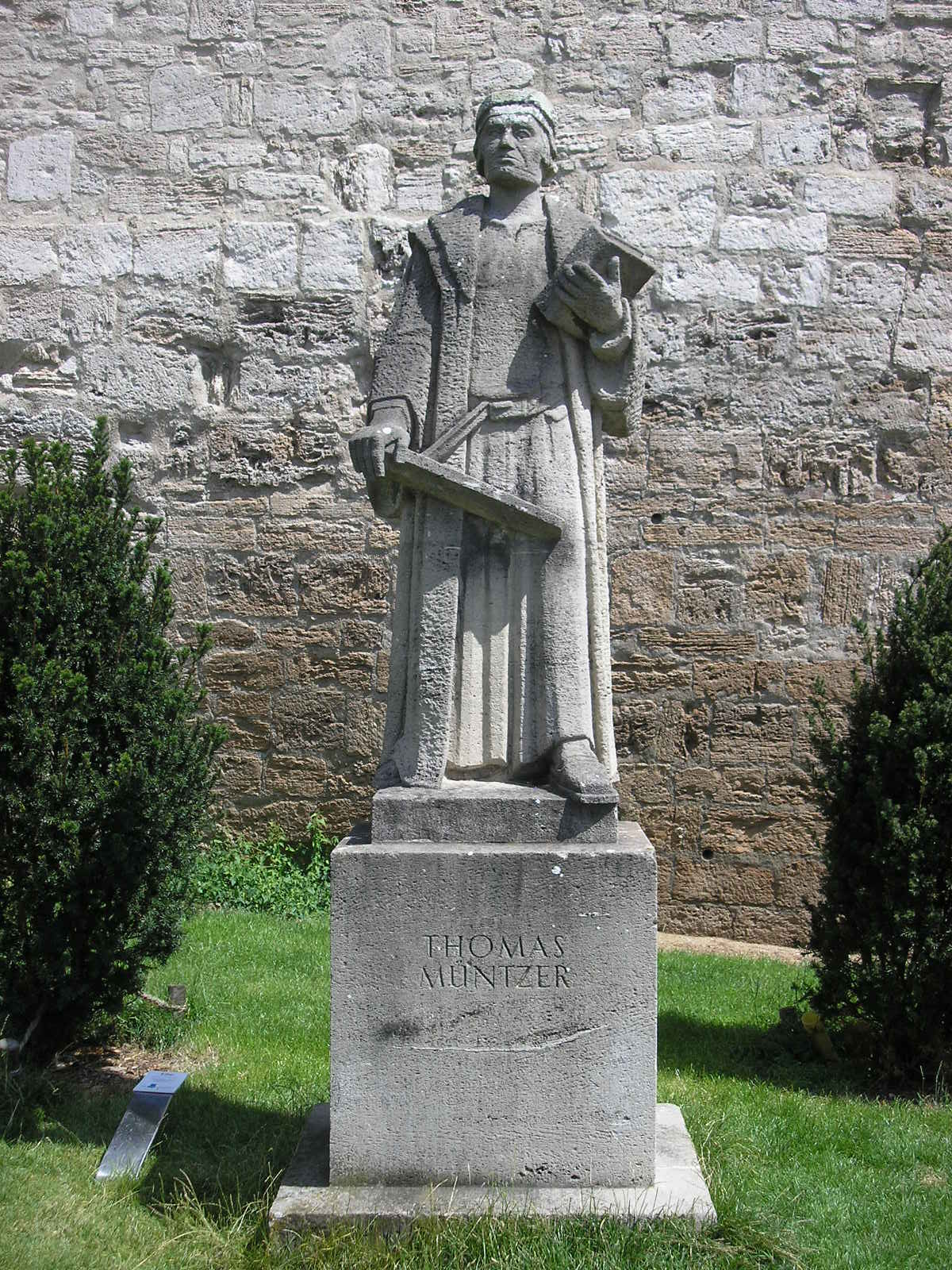
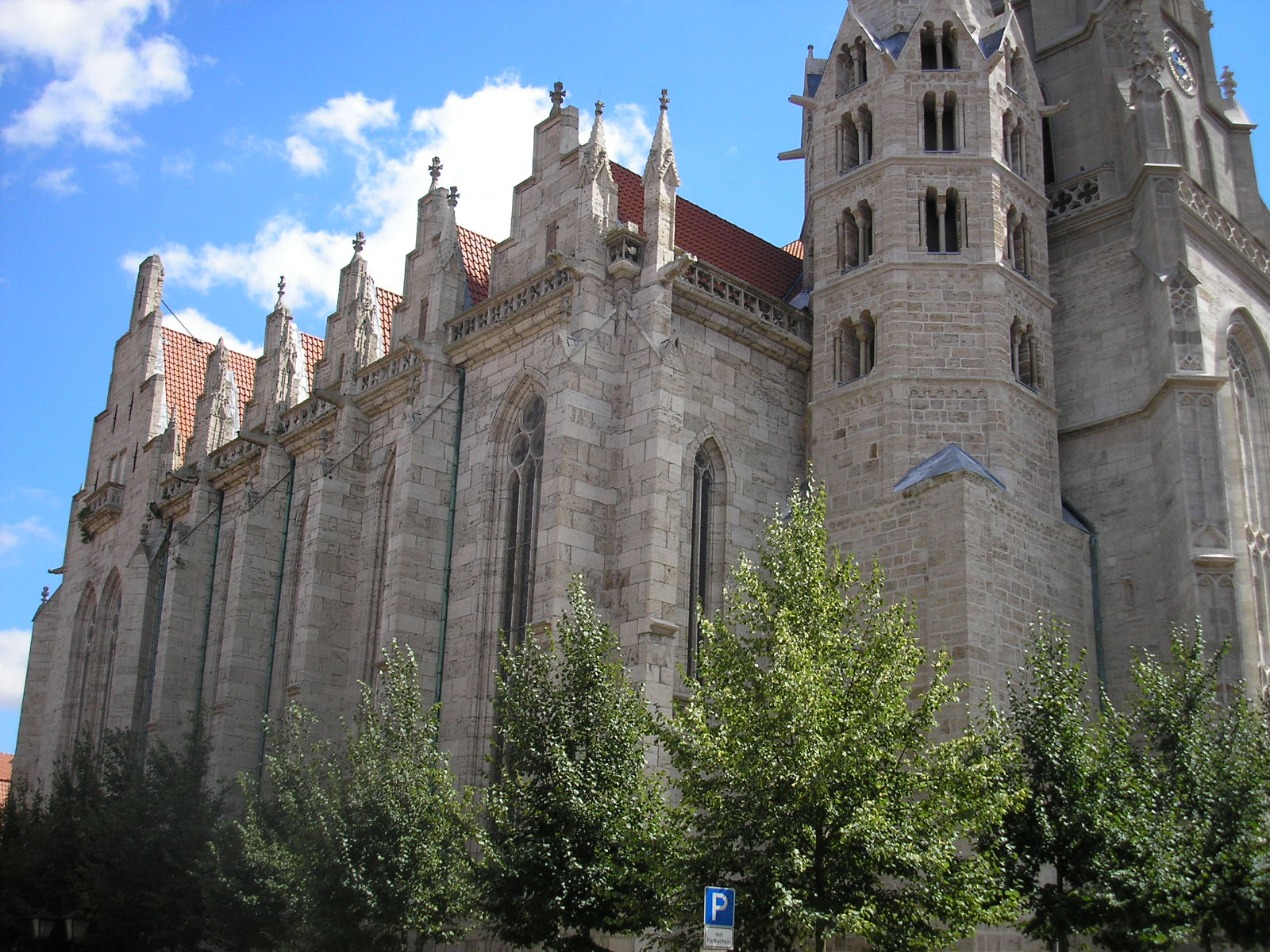
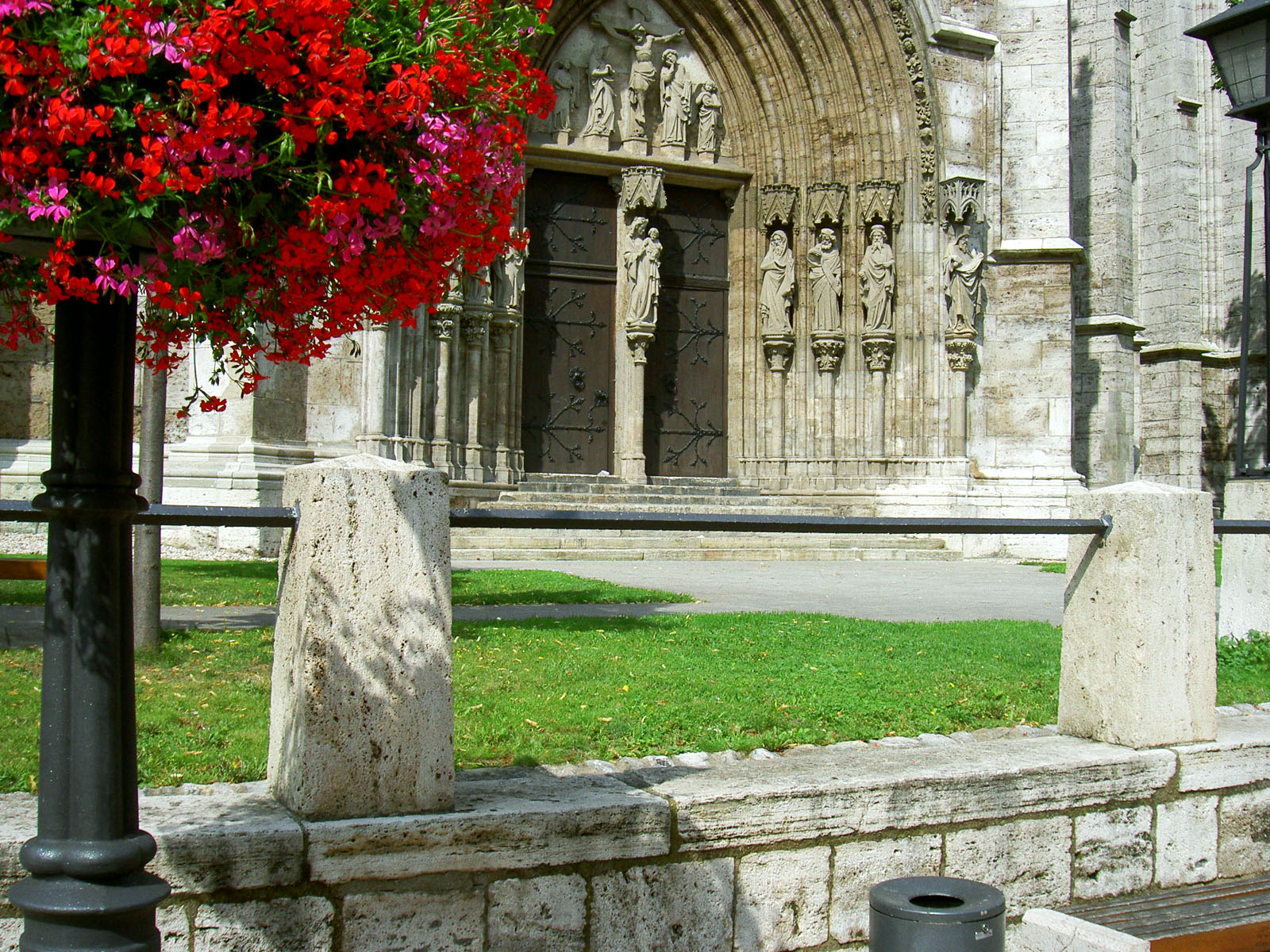
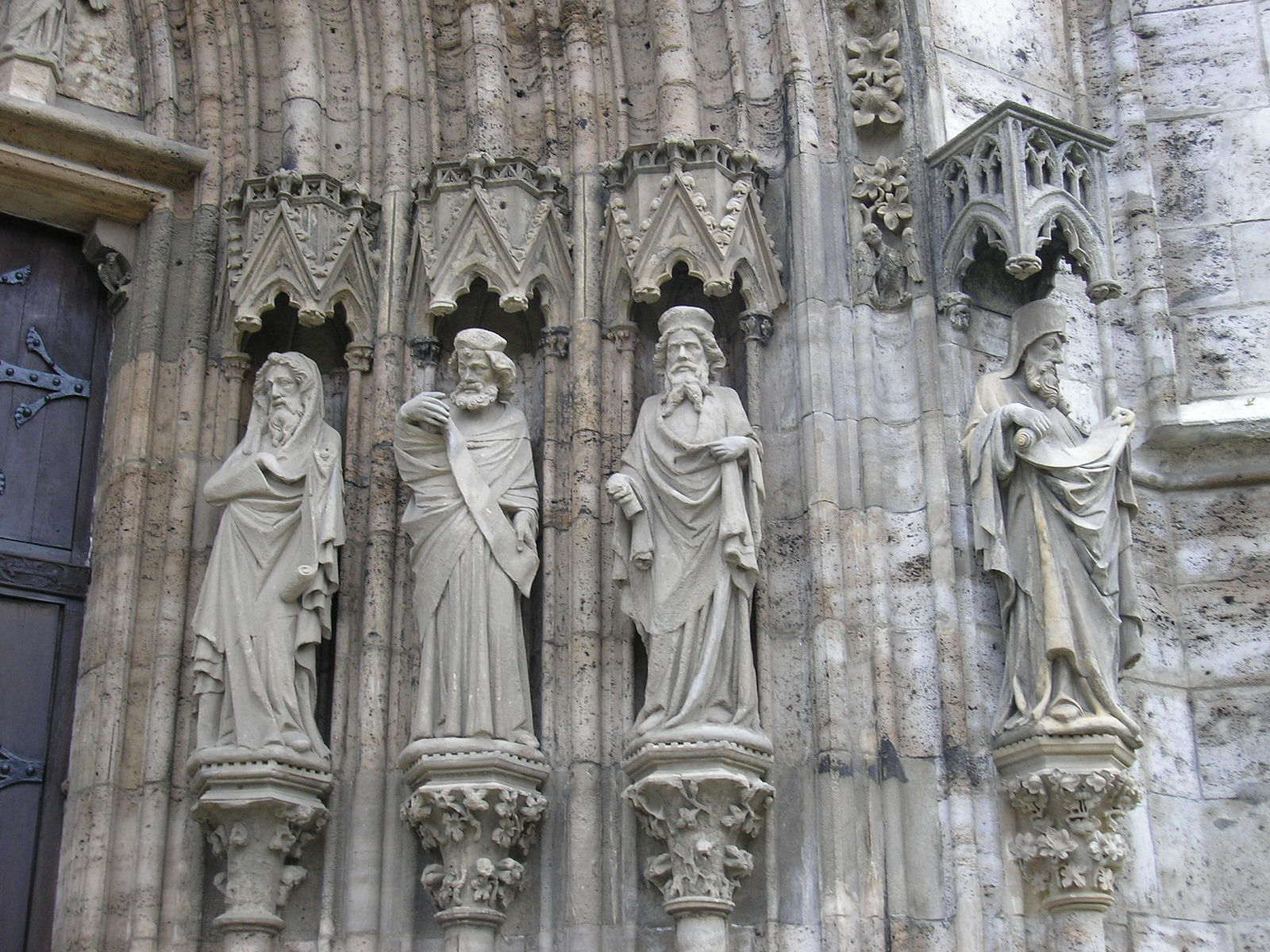
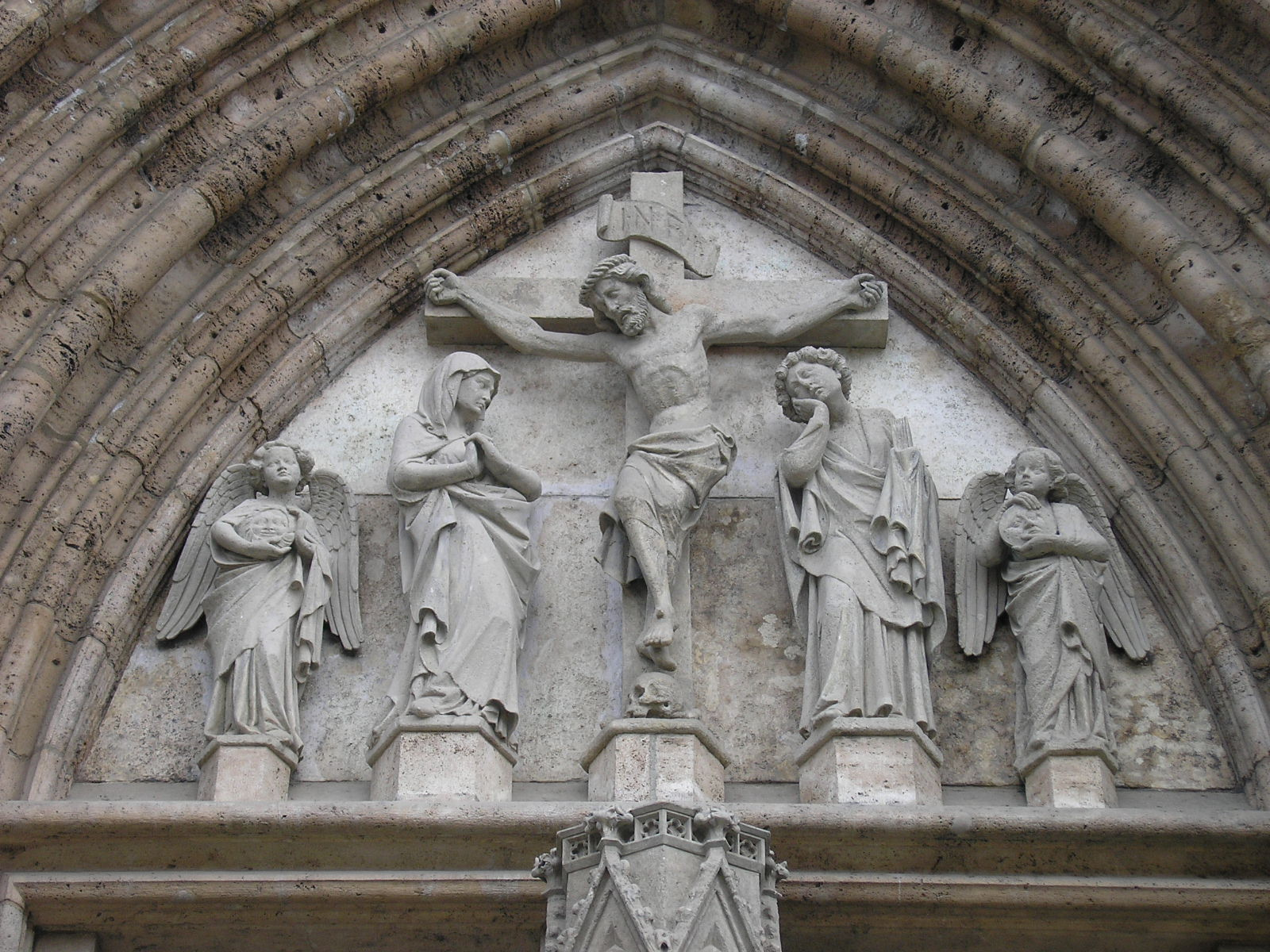
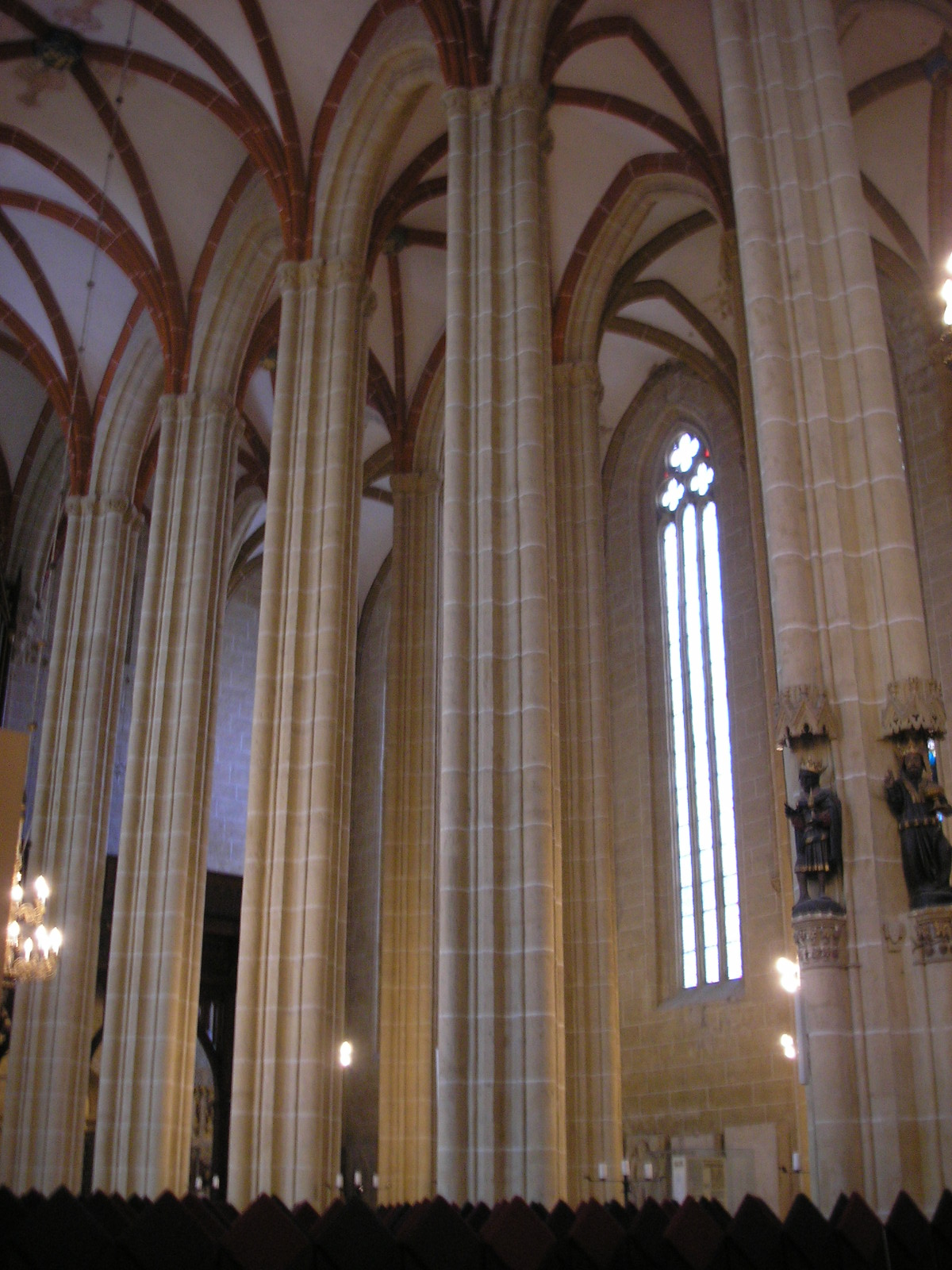

## Népesség
A település népességének változása:
| Lakosok száma | 34 552 | 33 127 | 36 200 | 35 799 | 35 797 | 36 226 | 36 641 |
|               | 2015   | 2017   | 2019   | 2020   | 2021   | 2022   | 2023   |